# 龐勛の乱
龐勛の乱（ほうくんのらん）は、中国唐末期の868年に武寧藩鎮の軍人である龐勛（ほうくん）が起こした反乱。

## 驕兵
晩唐に入ると、各地で将兵の反乱が多発するようになった。これは、各地の藩鎮に派遣された節度使が私腹を肥やすために将兵への給与を大幅に減らし、将兵の不満が爆発したためであった。さらには、将兵が自分たちにとって都合のいい新たな節度使を擁立することもあった。このため、節度使の中には逆に将兵を過剰なまでに優遇して彼らの機嫌を取る者もあった。
徐州を中心に4州を管轄する武寧藩鎮は、札付きの藩鎮として知られていた。これは、徐州地域が交通の要所であることから優遇され、穆宗期に節度副史として武寧に赴任した王智興以来、勇敢の士2000人による7軍のエリート部隊が置かれていたためであった。彼らは王智興以後も様々な特典を有し、後任の節度使たちも彼らのご機嫌取りに終始していた。
咸通3年（862年）7月、徐州の驕兵（驕れる兵隊）たちは新任の節度使である温璋を追い出してしまう。これは温璋が厳しい官吏であるという評判があり、話の分かる上司を寄越せという驕兵たちの無言の声明であったが、これが彼らの破滅につながってしまう。温璋の後任として選ばれたのが裘甫の乱を鮮やかに鎮圧した名臣、王式だったからである。
この時、王式は裘甫の乱鎮圧の直後であったため、救援に来ていた忠武藩鎮と義成藩鎮の軍勢を臨時に率いていた。2藩鎮の将兵を慰労して解散させる段となって、王式はついでとばかりに、将兵に「徐州の驕兵どもを皆殺しにしろ」と命令を下した。
予想しえない王式の攻撃により、武寧藩鎮は壊滅した。生き残りの驕兵たちは匪賊となった。政府は匪賊たちに対し、「1ヶ月以内に自首すればこれまでの罪は問わない」という布告を発した。

## 桂州赴任と北帰行
その後詔勅が出されて、徐州で3000人を募集し、その兵を現在の広西地域に赴任させるという事になった。唐と吐蕃の衰えを見て、大中13年（859年）に南詔の世隆が皇帝に即位して自立していた事に対処するために、匪賊化した徐州の驕兵を活用するという一石二鳥を狙った命令であった。安寧が回復するまでの赴任であり、期限は一応3年ということになっていた。こうして、徐州の驕兵800人が、桂州に赴任した。ところが3年過ぎても交替という話はなく、とうとう6年になってしまった。嘆願しても伸ばされるという事態に驕兵たちは怒り、ついには行動を開始する。
咸通9年（868年）7月、桂州の観察使が転勤し、後任が到着していないという時期を狙って、徐州の驕兵たちは都将の王仲甫を殺害。料糧判官の龐勛を盟主に祭り上げると徐州への帰還を開始したのであった。公的にはこれが龐勛の乱の始まりとされている。
驕兵たちは謀反人ではあった。しかし、3年交替と言っておきながら6年に伸ばした朝廷側にも落ち度があった。そのためか、朝廷は驕兵を討伐するような事はしなかった。驕兵たちは通過点の府県で歓待を受けながら徐州へと近づいて行った。この時、匪賊化していた元の仲間を吸収することによって1000人に膨れあがっていた。
徐州は徐州と泗州の観察使の管轄になっており、その徐泗観察使は崔彦曽であった。驕兵と観察使の間で使者の往来があり、朝廷としてはこれまでの驕兵たちの言動を赦す方針であった。しかし、好き勝手に乱暴を働いてきた連中をそう簡単に許していいのかという雰囲気も強かった。一方、驕兵側も政府を信用してはいなかった。こうした疑心暗鬼の中で龐勛に一つの野望が生まれたようである（陳舜臣は王智興時代の武寧藩鎮を取り戻そうとしたのではないかと解説している）。「政府は我々を凌遅、一族誅殺の刑の処するそうだ。どうせ死ぬなら戦って死のう。もう一度、富貴を得て昔のように気楽な生活を送ろうではないか」と配下を扇動した。ここにおいて徐州の驕兵たちは反逆を開始することになる。

## 彭城陥落
龐勛にとって幸いだったのは、崔彦曽とその部下達が民から過酷な収奪をしており、極めて評判が悪かったことである。このため、崔彦曽の政治に不満を持つ民衆や豪族たちが龐勛の軍勢に加わって民乱へと発展。868年の9月（新唐書では10月）には徐州と首府であった彭城は陥落、崔彦曽と部下達は腸をえぐられたあげくに一族皆殺しにあい、徐州は驕兵たちの手に落ちた。
この実績を手に龐勛は朝廷を脅して節度使になろうとした。ところが、朝廷側が龐勛率いる反乱軍の討伐方針を変えることはなかった。
朝廷はまず龐勛に使者を派遣して時間を稼いだ。康承訓、王晏権、戴可師を討伐軍の司令に任命し、諸道の兵に動員令を下した。この時、康承訓は沙陀族等、内地にいた異民族に対して参戦を要請することを進言し認められている。こうして反乱軍と官軍の間で徐泗を巡る激しい攻防が始まる。反乱軍は戴可師の軍勢を空城に誘引、霧で視界が効かなくなったところを襲うことによって官軍を全滅させ、戴可師は戦死してしまった。このように、反乱軍は有利に事を進めていった。しかしながら、龐勛自身は節度使に未練があった。そのため、政府の高官から「貴方が節度使になれるよう努力してみます」という書簡が送られるや否や戦闘を停止してしまう。
反乱軍が動きを止めている間に官軍は宋州に軍勢を集結させる。事の重大さにようやく気付いた龐勛は兵や物資を集めようとするが、この時に反乱軍の欠点が露呈され、敗北に繋がることになる。

## 自滅
龐勛の反乱の動機は政府転覆ではなく、ただ自分たちが贅沢をしたいという自堕落的な欲求に基づくものであった。このため、反乱軍はあっという間に堕落してしまった。兵隊は強制連行、物資も豪族や富豪から根こそぎ略奪するようになり、隠匿した者は一族皆殺しにされるという有様であった。崔彦曽の苛政から逃れるために反乱を起こしたのにもかかわらず、崔彦曽の政治よりもひどすぎる状況に陥ってしまった。この為、反乱に参加していた豪族の李兗らは反乱軍に失望し、次々と離反していった。康承訓も投降を受け入れる作戦をとり、戦わずして反乱軍は大打撃を受けてしまった。四面楚歌と言うべき状況に陥った龐勛は僧侶にお布施をしたり、神頼みしたりすることぐらいしかできなくなっていた。
咸通10年（869年）9月、龐勛は2万の軍勢を率いて石山から西に出たものの、康承訓の歩騎8万に追われる。いったんは宋州の南城を占領するがそこも追われ、汴河を渡ったところで朱邪赤心（李国昌。李克用の父）率いる軍勢に攻められた。反乱軍は済水を渡って逃げようとしたが李兗が橋を切り落として待ち構えていた。こうして逃げ場を失った反乱軍は壊滅的な打撃を被り、龐勛も乱戦の中で討ち死にした。こうして龐勛の乱は呆気なく終わりを告げたのであった。

## 参考資料
- 陳舜臣著「中国の歴史(4)」(講談社)